# Grube Adolph-Helene
Die Grube Adolph-Helene, auch Adolf-Helene, ist ein stillgelegtes Erzbergwerk im Altlayer Bachtal nördlich von Altlay im rheinland-pfälzischen Hunsrück.

## Beschreibung
Bis 1959 wurde in Altlay in der Grube Adolph-Helene durch die Gewerkschaft Barbarasegen unter anderem Blei-, Zink-, Silber- und Kupfererz abgebaut. Laut Schätzungen wurden insgesamt 384.000 Tonnen Roherz gefördert. Es existierte auch eine Kleinbahn von der Grube bis nach Zell zur Verschiffung der gewonnenen Erze.
1957 wurde die Grube Adolph-Helene an die Stolberger Zink verpachtet, die jedoch schon zwei Jahre später den Betrieb einstellte. Ein starker Preisverfall bei Erzen führte zur Unrentabilität. Obwohl die Preise später wieder stiegen, lohnte sich die Wiederinbetriebnahme der stillgelegten Grube nicht.
Heute sind nur noch die Reste der ehemaligen Industrieanlagen sichtbar. Der Förderturm wurde schon in den 1960er Jahren abgebaut, die restlichen Gebäude sind dem Verfall preisgegeben.